# Cathédrale métropolitaine Notre-Dame-de-Lourdes de Thrissur
Pour les articles homonymes, voir cathédrale Notre-Dame-de-Lourdes.
La cathédrale métropolitaine Notre-Dame-de-Lourdes à Thrissur, dans l'État de Kerala, est une cathédrale catholique en Inde. Elle est dédiée à Notre-Dame de Lourdes et appartient à l'Église catholique syro-malabare.

## Généralités
L'église est connue pour son intérieur imposant. Son principal intérêt architectural est un sanctuaire souterrain, considéré comme un chef-d'œuvre de conception. Le père John Maliekkal dit avoir planifié et construit cette église. L'extérieur de l'église dispose d'une façade indo-européenne avec des flèches roses. Le centenaire de cette église a été célébré au cours de la visite historique du pape Jean-Paul II à Thrissur, en 1986. L'église cathédrale attire des milliers de pèlerins chaque mois.

## Historique
- 1875 : Une nouvelle église syro-catholique est créée à Thrissur, (Valiyapalli Marth-Mariyam) érigée en 1814, elle était occupée par les protestants.
- 1885 : Création de l'église Notre-Dame-de-Lourdes (catholique syro-malabare )
- 1887 : Création du vicariat apostolique de Trichur (20 mai) avec Mgr. Medlycott Adolphus en tant que premier vicaire apostolique.
- 1891 : Élévation de l'église en tant que cathédrale du vicariat de Trichur, en échange (1875) de l'Église syrienne pour les catholiques.
- 1896 : Élévation de Mgr. John Menachery (vicaire de la cathédrale) au statut de vicaire apostolique.
- 1923 : Élévation de Trichur en diocèse, avec Francis Mar Vazhappilly comme premier évêque.
- 1934 : Bénédiction de la chapelle près de la porte principale.
- 1952 : Bénédiction de la chapelle de la crypte.
- 1957 : Bénédiction de la cathédrale actuelle par Mgr George Alappatt.
- 1970 : Consécration épiscopale de la statue de Notre-Dame de Lourdes. Une conclusion solennelle de la célébration du centenaire du diocèse et de sa cathédrale par le pape Jean-Paul II, lors de sa visite apostolique à Thrissur (7 février).
- 1995 : Élévation de Trichur en tant que siège métropolitain et de l'édifice en tant que cathédrale métropolitaine.
- 1996 : Bénédiction du hall centenaire.
- 1997 : Installation de Mgr Jacob Thoomkuzhy, archevêque métropolitain de Trichur.
- 1998 : Bénédiction de la chapelle du cimetière.
- 2004 : Ordination épiscopale de Mgr Andrews Thazhath, le premier évêque auxiliaire de Trichur[2].

## Galerie

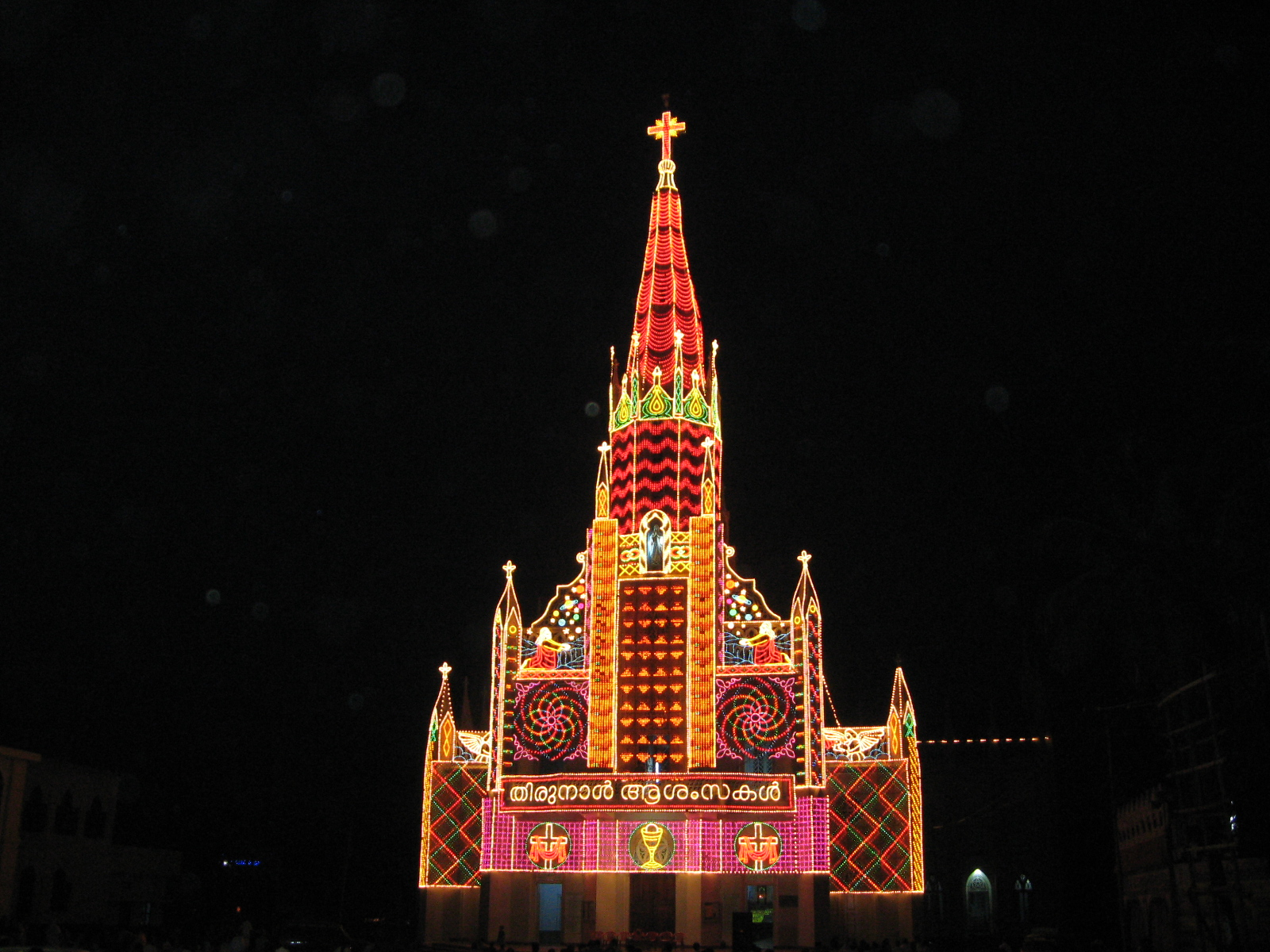
Vue de la cathédrale, de nuit
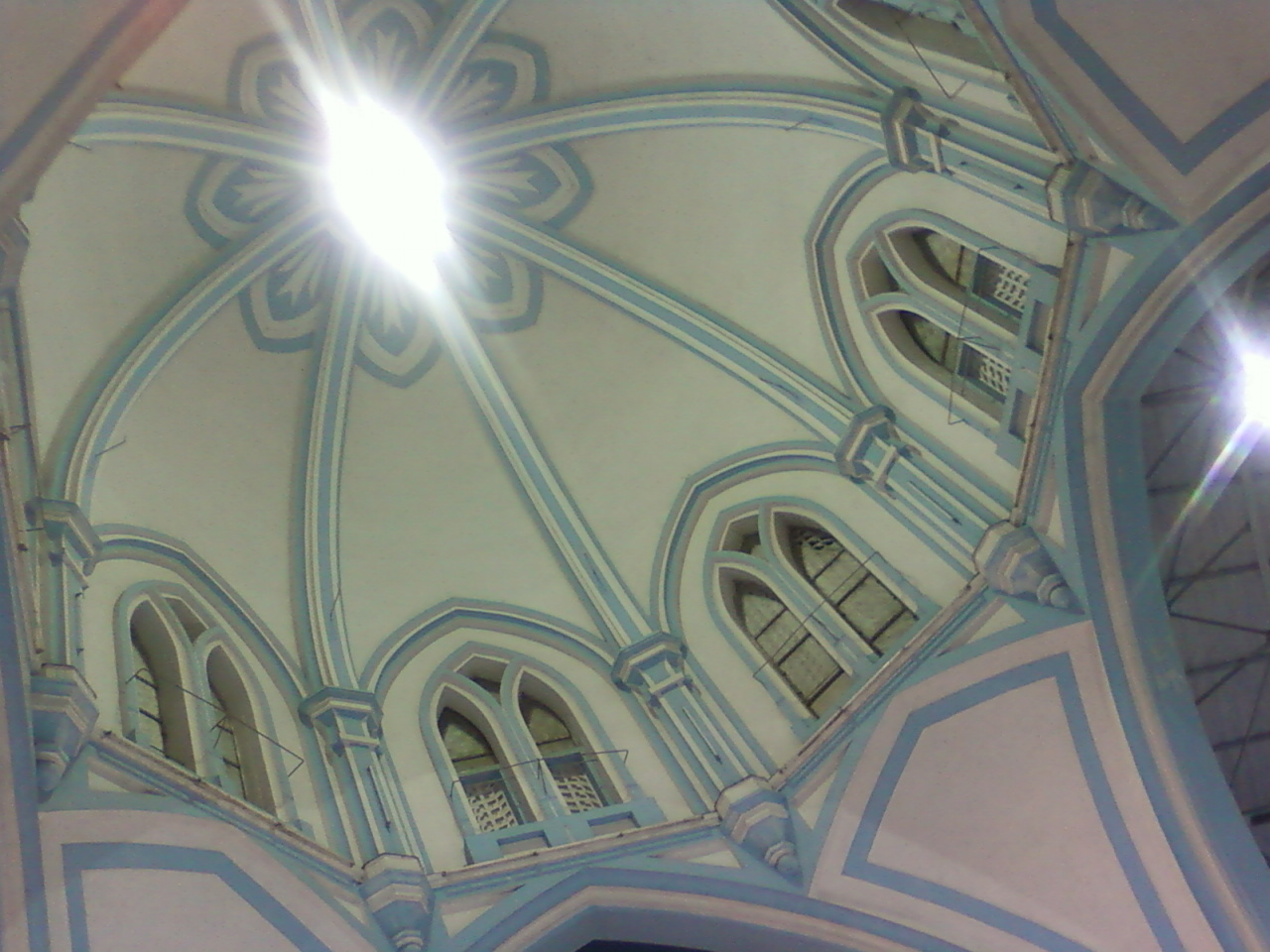
Vue intérieure du dome